# لوثار هربست

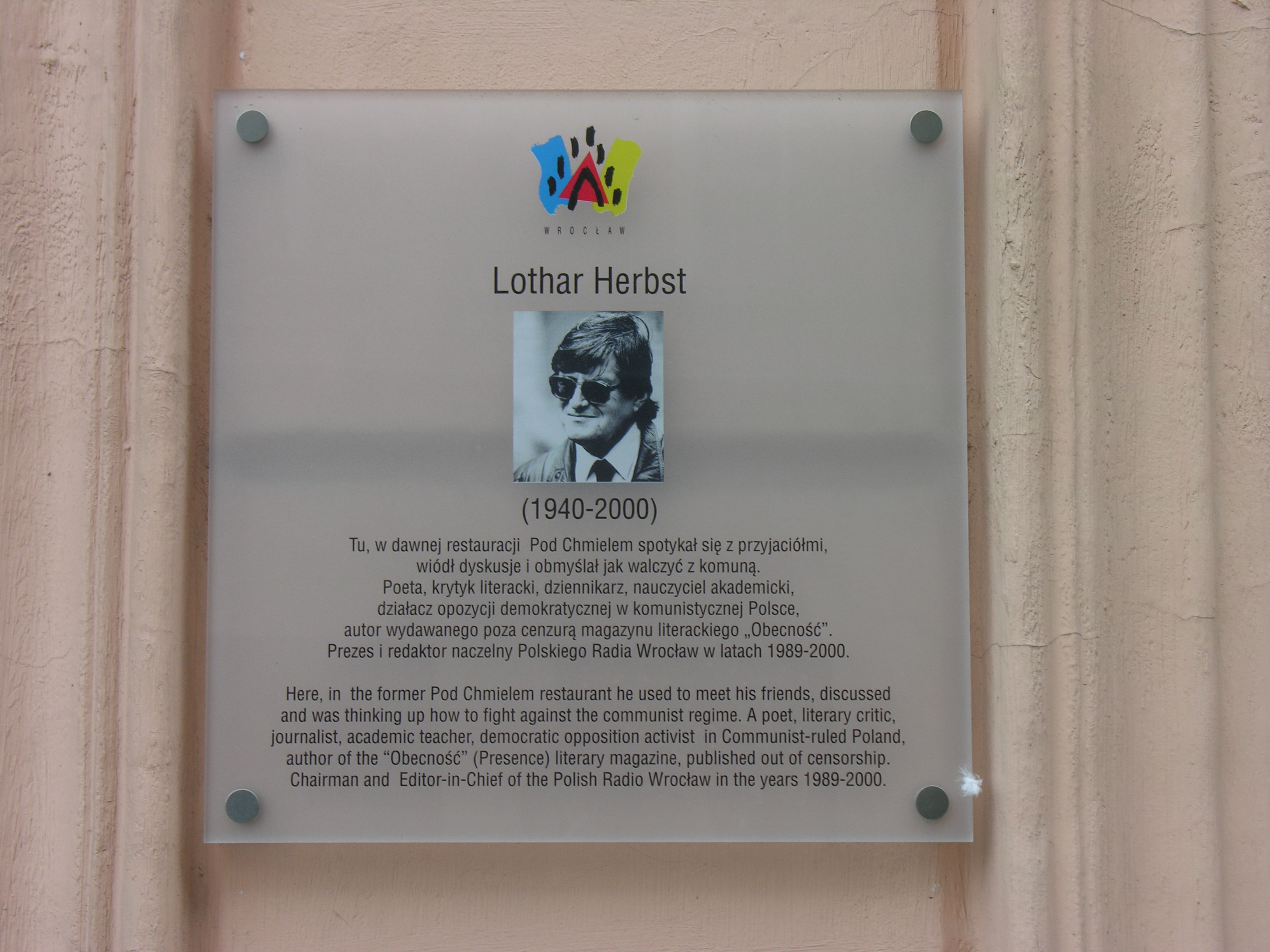
فروتسواف 2008

لوثار هربست (بالبولندية: Lothar Herbst)‏ (مواليد 27 تموز 1940 في برسلاو, توفي فيها في 27 نيسان 2000) هو شاعر بولوني من أصل ألماني. كان من المعارضين لنظام الحكم الشيوعي في بولونيا. تعاون مع المعارضة التي قادتها نقابة تضامن.
عاش في الفترة بين 1945 إلى 1962 في فالبرزيخ. ثم انتقل لغاية سنة 1967 لدراسة الأدب البولوني في جامعة برسلاو حيث عاد سنة 1975 لينال الدكتوراه. استلم منصبا في تحرير الجريدة الأسبوعية سوليدارنوش دلنوسلاسكا من سنة 1980 ل 1981. أعتقل في 13 كانون الأول 1981 بعد إعلان الأحكام العرفية. أصبح رئيسا للتحرير في إذاعة وارسو البولونية من 1990 لغاية وفاته في 27 أبريل 2000.